# Charles Gray
Charles Gray, właściwie Donald Marshall Gray (ur. 29 sierpnia 1928 w Bournemouth, zm. 7 marca 2000 w Londynie) – brytyjski aktor filmowy.

## Życiorys
Urodził się w Bournemouth w hrabstwie Hampshire jako syn Maude Elizabeth (z domu Marshall) i Donalda Graya, który był geodetą. Uczęszczał do Bournemouth School z Benny Hillem, którego szkoła została ewakuowana do tych samych budynków, podczas II wojny światowej
W 1952 zadebiutował na londyńskiej scenie Open Air Theatre w komedii szekspirowskiej Jak wam się podoba. W 1956 trafił na Broadway jako Henryk IV Lancaster w sztuce Ryszard II.
Skoncentrował się potem na brytyjskim kinie i telewizji. Jego najbardziej rozpoznawalna kreacja to rola Narratora („Człowiek Bez Szyi”) w kultowym musicalu Jima Sharmana The Rocky Horror Picture Show (1975), a także postać Mycrofta Holmesa, brata Sherlocka Holmesa (w tej roli Jeremy Brett) w brytyjskim serialu telewizyjnym ITV Sherlock Holmes (1985, 1988, 1994) i filmie Obsesja Sherlocka Holmesa (1976; także pod tytułem Siedmioprocentowy roztwór).
Zagrał też w filmie o przygodach Bonda Żyje się tylko dwa razy (1967) w reżyserii Lewisa Gilberta. Powszechną sławę zdobył w roli Blofelda, przeciwnika Jamesa Bonda w filmie Guya Hamiltona Diamenty są wieczne (1971).
Zmarł 7 marca 2000 w wieku 71. lat na raka.

## Wybrana filmografia
- 1967: Żyje się tylko dwa razy jako Henderson
- 1967: Noc generałów jako generał Herbert von Seidlitz-Gabler
- 1968: Narzeczona diabła jako Macota
- 1968: Tajna wojna Henry’ego Frigga jako gen. Cox-Roberts
- 1970: Cromwell jako Hrabia Essex
- 1971: Zawadiaki jako Savage
- 1971: Diamenty są wieczne jako Ernst Stavro Blofeld
- 1975: The Rocky Horror Picture Show jako kryminolog
- 1976: Siedem nocy w Japonii jako Hollander
- 1976: Obsesja Sherlocka Holmesa jako Mycroft Holmes
- 1980: Pęknięte lustro jako kamerdyner Bates
- 1981: Shock Treatment jako sędzia Oliver Wright
- 1983: Człowiek zagadka jako Sir James Chorley
- 1999: Długość geograficzna jako admirał Balchen
- 2003: Piętno jako minister